# Suess (krater)
För andra betydelser, se Suess.
Suess är en nedslagskrater på planeten Mars. Kratern är namngiven efter den österrikiske geologen och paleontologen Eduard Suess.
Kratern har en diameter på ungefär 71 km.